# Битва при Чиби
Битва при Чиби или битва у Красной скалы (кит. трад. 赤壁之戰, упр. 赤壁之战, пиньинь Chìbì zhīzhàn, палл. Чиби чжичжань) — одно из наиболее прославленных в истории Китая сражений, произошедшее зимой с 208 на 209 год н.э. между армией чэн-сяна Империи Хань периода её упадка Цао Цао и противостоящими ему объединёнными войсками Сунь Цюаня и Лю Бэя.
Потерпев сокрушительное поражение, Цао Цао потерял возможность распространить свою власть на всю Поднебесную и войти в историю в качестве второго после Цинь Шихуанди объединителя Китая. Победа Сунь Цюаня и Лю Бэя ускорила окончательный развал Империи Хань на противостоящие друг другу царства Вэй, Шу и У, дав старт эпохе Троецарствия.

## Обстановка накануне сражения
Разбив Юань Шао, Люй Бу и Юань Шу, Цао Цао имел самую большую армию среди других военачальников и действовал от имени императора Сянь-ди как чэнсян формально продолжавшей существование Империи Хань. Осенью 208 года его армия выступает против Лю Бяо, правившего округом Цзинчжоу. Лю Бяо вскоре умирает, а между его сыновьями начинается вражда. В столице округа обосновывается младший сын Лю Бяо Лю Цзун, который решает сдаться Цао Цао. Лю Бэй — военачальник, находившийся в то время на службе у Лю Бяо и давний противник Цао Цао, — пытается оказать сопротивление вторгающимся войскам, однако силы слишком неравны и ему приходится отступить в город Сякоу. Лю Ци — старший сын Лю Бяо, поддерживающий Лю Бэя, — обосновывается в Цзянся.
Заняв Цзинчжоу и подтянув свои силы, Цао Цао начинает войну с Сунь Цюанем. Армия северян не имела опыта морских сражений, поэтому руководить флотом и обучением армии назначаются бывшие военачальники Лю Цзуна — Цай Мао и Чжан Юнь. Лю Бэй по совету своего ключевого советника Чжугэ Ляна объединяется с Сунь Цюанем с целью уничтожить Цао Цао.
Флот Цао Цао терпит поражение в битве у Саньцзянкоу. Цао Цао пытается внедрить в стан врага шпионов, однако их разоблачают, в то время как к нему успешно внедряются направленные Чжугэ Ляном военачальники Хуан Гай и Пан Тун, притворно перешедшие на сторону Цао Цао. Поддавшись на дезинформацию, Цао Цао казнит Цай Мао и Чжан Юня, а руководить флотом ставит неопытных в морском деле военачальников.
По оценке Чжоу Юя, войска Цао Цао, которые пришли с ним из центральной части Китая, насчитывали 150—160 тысяч человек. Из бывших войск Лю Бяо к нему присоединились 70-80 тысяч человек, но он не мог быть уверен в их лояльности. Войска Сунь Цюаня насчитывали 30 тысяч человек, войска Лю Бэя и Лю Ци, по словам Чжугэ Ляна — 20 тысяч.

## Сражение
Войска Цао Цао, состоявшие преимущественно из северян, не привыкших к бою на воде, страдали от морской болезни. По совету агентов Сунь Цюаня, засланных в армию Цао Цао, для уменьшения качки суда были скованы цепями. Сунь Цюань именно на это и рассчитывал и подготовил суда, нагруженные горючим. На носу этих судов были установлены длинные шипы, чтобы при столкновении с кораблями врага они крепко сцепились с ними. Суда с горючим были подожжены, пожар быстро перенёсся на скованные корабли флота Цао Цао, посеяв среди его войск панику. Одновременно с этим были проведены наземные атаки на береговые лагеря. Отступая, войско Цао Цао попало во множество расставленных для них засад.
В романе «Троецарствие» конец этого боя описан так: 
Это действительно была кровопролитная битва у Красной скалы! Множество воинов Цао Цао погибло от копий и стрел, но еще больше утонуло в реке и сгорело в огне.

## Последствия
Цао Цао с остатками войска ушёл в Сюйчан, оставив держать оборону своих военачальников. Армия Сунь Цюаня, продвинувшись вперёд, завязла в боях с войсками Цао Цао у городов Наньцзюнь и Хэфэй.
Больше всего выиграл от этой победы Лю Бэй: его войсками были взяты города Сянъян, Наньцзюнь, Цзинчжоу и округа Линлин, Улин, Гуйян и Чанша.
После разгрома единственного потенциального объединителя, Китай ещё 70 лет оставался раздробленным.

## В массовой культуре
Множество видеоигр, действие которых происходит в эпоху троецарствия (такие как серия Dynasty Warriors, Sangokushi Koumeiden, Destiny of an Emperor и Kessen II, Total War: Three Kingdoms, Age of Empires II: Definitive Edition с дополнением «Троецарствие»), включают битву при Чиби в свои сценарии.
В 2008 году в прокат вышел фильм «Битва у красной скалы», поставленный Джоном Ву. Фильм имел успех в китайском прокате и на 19 октября 2008 года собрал 470 миллионов юаней (68 миллионов американских долларов). Примерно в то же время вышел фильм «Троецарствие: Возрождение дракона», который тоже описывает эти события.
Сюжет второго сезона аниме «Школьные войны» иносказательно повторяет события романа «Троецарствие», непосредственно предшествующие битве при Чиби, и саму битву.